# Camallanus
Camallanus ist eine Gattung der Rollschwänze mit 124 Arten. Sie sind Parasiten bei Fischen und Amphibien.

## Merkmale
Camallanus hat die Merkmale der Camallaninae, deren Typgattung sie ist. Die die Backenklappen stützenden Längsbänder sind nicht wie bei Serpinema in eine bauch- und rückenseitige Gruppe untergliedert.

## Systematik
Hodda (2022) ordnet die Gattung in die Tribus Camallanini, Untertribus Camallaninii ein. Die Gattung enthält folgende Arten:
- Camallanus acaudatus Ferraz & Thatcher, 1990
- Camallanus adamsi Bashirullah, 1974
- Camallanus adamsia Bashirullah, 1973
- Camallanus alatae Nama & Jain, 1974
- Camallanus amazonicus Ribeiro, 1941
- Camallanus americanus Magath, 1919
- Camallanus anabantis Pearse, 1933
- Camallanus ancylodirus Ward & Magath, 1916
- Camallanus aotea Slankis & Krottaeva, 1974
- Camallanus armata (Akram, 1979)
- Camallanus atridentus Khera, 1954
- Camallanus atropusi Bashirullah & Khan, 1973
- Camallanus aurangabadensis Soota, 1983
- Camallanus bahli (Sahay, 1976)
- Camallanus barilii Gupta & Duggal, 1988
- Camallanus barragi (Zaidi & Khan, 1975)
- Camallanus bidigitalis (Bashirullah, 1973)
- Camallanus bispiculus Rajyalakshmi, Hanumantha-Rao & Shyamasundari, 1988
- Camallanus bufonis Agrawal, 1967
- Camallanus carangis Olsen, 1954
- Camallanus charsaddiensis Siddiqi & Khattak, 1984
- Camallanus chelonius Baker, 1983
- Camallanus chiralensis (Rajya-Lakshmi, Hanumantha-Rao & Shyamasundari, 1992)
- Camallanus chorinemi Rasheed, 1970
- Camallanus corderoi Torres, Teuber & Miranda, 1990
- Camallanus cotti Fujita, 1927
- Camallanus ctenopomae Vassiliades & Petter, 1972
- Camallanus cynophylectis Sahay, 1966
- Camallanus dimitrovi Durette-Desset & Batchvarov, 1974
- Camallanus farooqii Akram, 1991
- Camallanus fernandoi (Yeh, 1960)
- Camallanus filiformis (Wang-Puqin & Guo-Qizh, 1983)
- Camallanus gachuii (Hasnain, 1994)
- Camallanus gibsonia Bashirullah, 1973
- Camallanus gomtii Gupta & Verma, 1978
- Camallanus guptae Arya, 1991
- Camallanus guttatii Khan & Begum, 1971
- Camallanus hampalae Moravec & Scholz, 1991
- Camallanus hypophthalmichthys Dogel & Akhmerov, 1959
- Camallanus incognitus Campana-Rouget, Petter, Kremer, Molet & Mittgen, 1974
- Camallanus indicus Arya, 1988
- Camallanus inglisi Agrawal, 1967
- Camallanus intermedius Hsu & Hoeppli, 1931
- Camallanus intestinalus Bashirullah, 1974
- Camallanus jadhavae Jadhav & Khadap, 2003
- Camallanus jodhpurensis Arya, 1988
- Camallanus johni Yeh, 1960
- Camallanus kaapstaadi Southwell & Kirschner, 1937
- Camallanus kachugae Baylis & Daubney, 1922
- Camallanus karachiensis Khan & Begum, 1971
- Camallanus khalili Arya, 1987
- Camallanus kherai Duggal & Kaur, 1988
- Camallanus kirandensis Baylis, 1928
- Camallanus koapstoadi Southwell & Kirschner, 1937
- Camallanus kollerensis Rajyalakshmi, 1994
- Camallanus kulasirii (Yeh, 1960)
- Camallanus kumaonus Arya, 1980
- Camallanus lacustris (Zoega, 1776)
- Camallanus lissemysus Gupta & Singh, 1959
- Camallanus longicaudatus Moravec, 1973
- Camallanus macrocephalus Jackson & Tinsley, 1995
- Camallanus maculali (Ha Ky, 1971)
- Camallanus magna Khan & Yaseen, 1969
- Camallanus magnavaginus Bilqees, Khanum & Jehan, 1971
- Camallanus mastacembeli Sahay & Sinha, 1966
- Camallanus mastacembeli Agrawal, 1967
- Camallanus mazabukae Kung, 1948
- Camallanus melanocephalus Rudolphi, 1819
- Camallanus microcephallus Dujardin, 1845
- Camallanus monospiculatus Akram, 1991
- Camallanus moraveci
- Camallanus mujibia Bashirullah & Khan, 1972
- Camallanus multilineatus Kung, 1948
- Camallanus multiruga Walton, 1932
- Camallanus mustelus Wang
- Camallanus myopsi Rajyalakshmi, 1994
- Camallanus nandai Gupta & Verma, 1978
- Camallanus nigeri Arya, 1985
- Camallanus nigrescens Linstow, 1906
- Camallanus nodulosus Gupta, 1959
- Camallanus olseni Kaur, 1990
- Camallanus oxycephallus
- Camallanus oxycephalus Ward & Magath, 1916
- Camallanus oxygasterae Gupta & Bakshi, 1983
- Camallanus papillifer Molin, 1858
- Camallanus paracarangis Velasquez, 1980
- Camallanus patani Sahay & Sinha, 1966
- Camallanus patratui (Srivastava & Sahay, 1995)
- Camallanus pearsei (Yeh, 1960)
- Camallanus polypteri Kabre & Petter, 1997
- Camallanus praveeni Rajyalakshmi & Vijaya-Lakshmi, 1994
- Camallanus psettodi Parukhin, 1982
- Camallanus puriensis Srivastava & Gupta, 1977
- Camallanus qadrii Ashraf, Farooq & Khanum, 1977
- Camallanus ranae Khera, 1954
- Camallanus salmonae Chakravarty, 1942
- Camallanus satyapali Arya & Nama, 1994
- Camallanus sauridai Rajyalakshmi, 1995
- Camallanus scabrae MacCallum, 1918
- Camallanus siluranae Jackson & Tinsley, 1995
- Camallanus spinosa Furtado, 1965
- Camallanus striaturus (Shendge & Deshmukh, 1977)
- Camallanus surmai Rasheed, 1970
- Camallanus thaparus Sahay & Narayan, 1968
- Camallanus tholukodensis Rajya-Lakshmi, Hanumantha-Rao & Shyamasundari, 1990
- Camallanus tigrinis Johnson, 1969
- Camallanus trichiae Arya, 1985
- Camallanus trichiuris Bashirullah & Rahman, 1972
- Camallanus trichogastri Pearse, 1933
- Camallanus tridensis (Bashirullah, 1973)
- Camallanus tridentatus Drasche, 1884
- Camallanus trispinosus Leidy, 1851
- Camallanus truncatus Rudolphi, 1814
- Camallanus unispiculus Khera, 1954
- Camallanus vachaii Wahid & Perveen, 1969
- Camallanus vlastimili Arya, 1984
- Camallanus xenentodoni Khan & Yaseen, 1969
- Camallanus xenopodis Jackson & Tinsley, 1995
- Camallanus yehia (Bashirullah, 1973)
- Camallanus zacconis Li, 1941